# Frans Timmermans

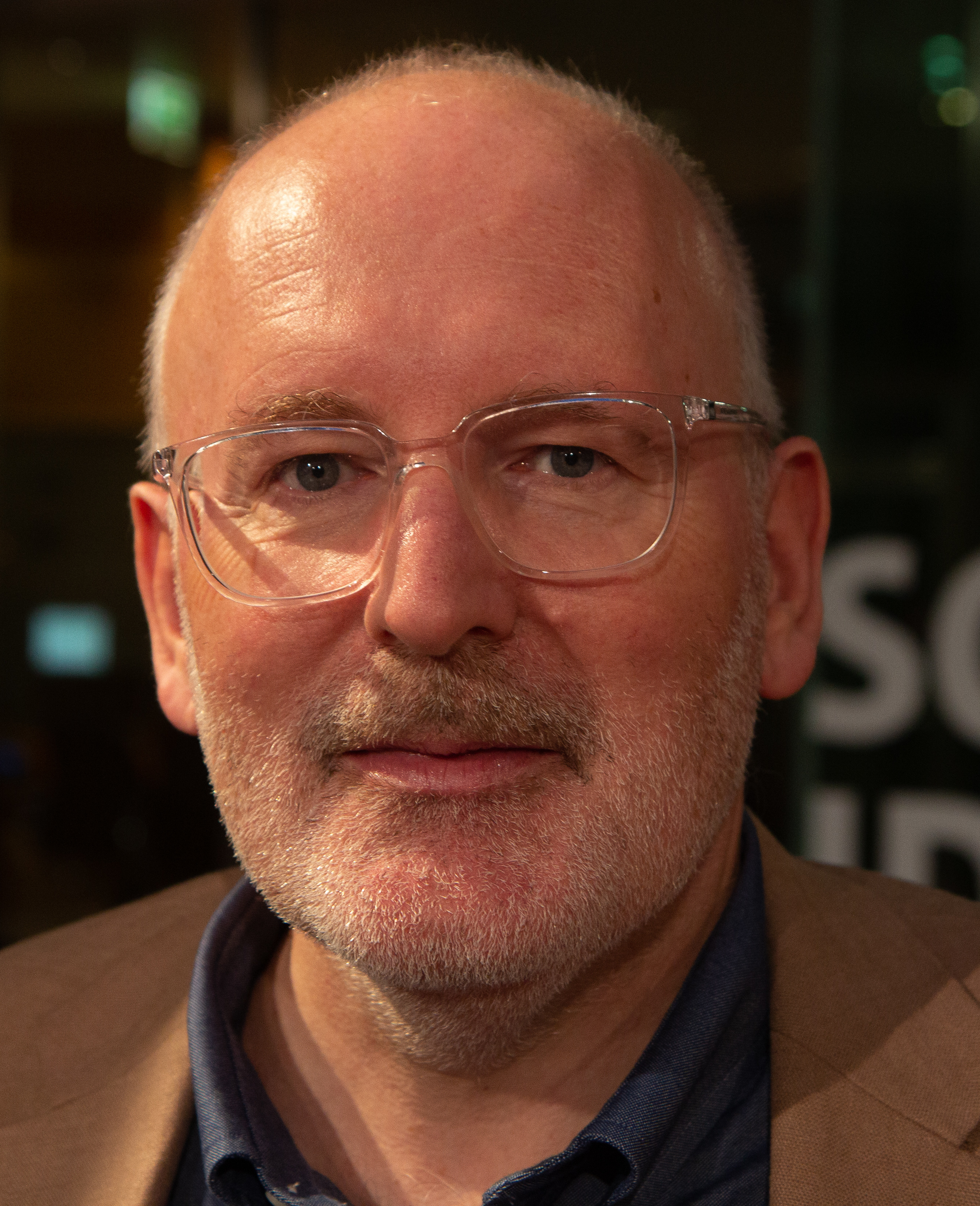
Frans Timmermans (2018)

Franciscus Cornelis Gerardus Maria „Frans“ Timmermans (* 6. Mai 1961 in Maastricht) ist ein niederländischer Politiker (PvdA/SPE). Er war vom 1. Dezember 2019 bis August 2023 erster geschäftsführender Vizepräsident und Kommissar für Klimaschutz in der Kommission von der Leyen I. Von 1998 bis 2007 und von 2010 bis 2012 war er für die sozialdemokratische Partij van de Arbeid Abgeordneter im nationalen Parlament der Niederlande. Von 2007 bis 2010 war Timmermans Staatssekretär für Europäische Angelegenheiten im Kabinett Balkenende IV und vom 5. November 2012 bis 31. Oktober 2014 Außenminister der Niederlande.

## Herkunft und Ausbildung
Timmermans stammt aus einer römisch-katholischen Familie. Sein Vater war im diplomatischen Dienst der Niederlande tätig, seine Großväter arbeiteten als Bergleute. Timmermans hat Französische Literatur an der Radboud-Universität Nijmegen studiert und verbrachte ein Studienjahr an der Universität Nancy.

## Berufliche Tätigkeit
Nach seinem Studienabschluss arbeitete er unter anderem als Gastdozent im Instituut Clingendael. Er war Vorstandsmitglied für die Europäische Bewegung in den Niederlanden. Er arbeitete im Außenministerium der Niederlande sowie für die niederländische Botschaft in Moskau. Von 1994 bis 1995 arbeitete Timmermans für den EU-Kommissar Hans van den Broek und von 1995 bis 1998 als Berater und privater Sekretär für Max van der Stoel in der Organisation für Sicherheit und Zusammenarbeit in Europa.

## Politische Karriere

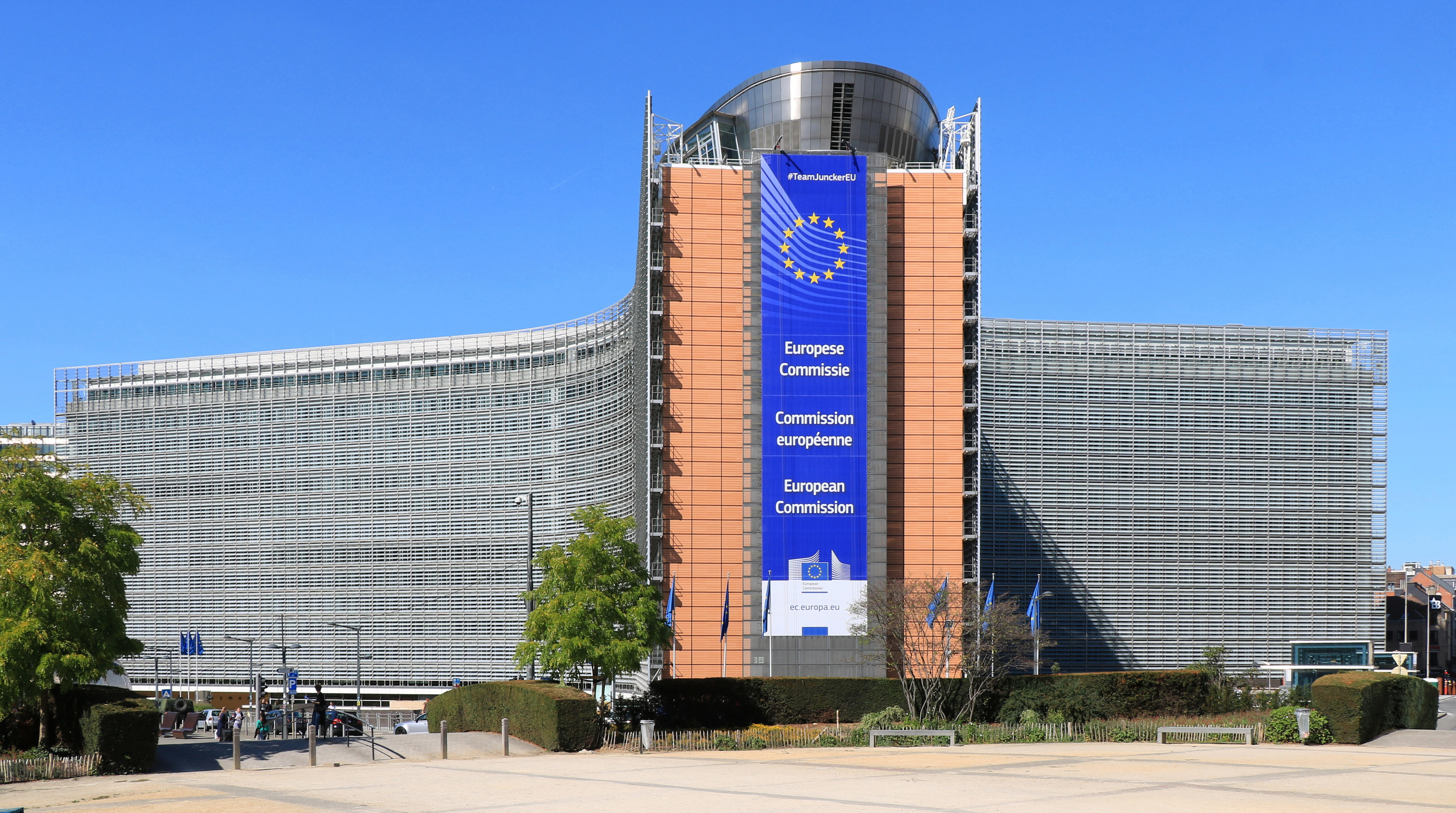
Die Europäische Kommission

Von 1998 bis 2007 und von 2010 bis 2012 war Timmermans für die sozialdemokratische Partij van de Arbeid Abgeordneter im nationalen Parlament der Niederlande. Von 2007 bis 2010 war Timmermans Staatssekretär für Europäische Angelegenheiten im Kabinett Balkenende IV und vom 5. November 2012 bis 31. Oktober 2014 Außenminister der Niederlande.

### EU-Kommissar

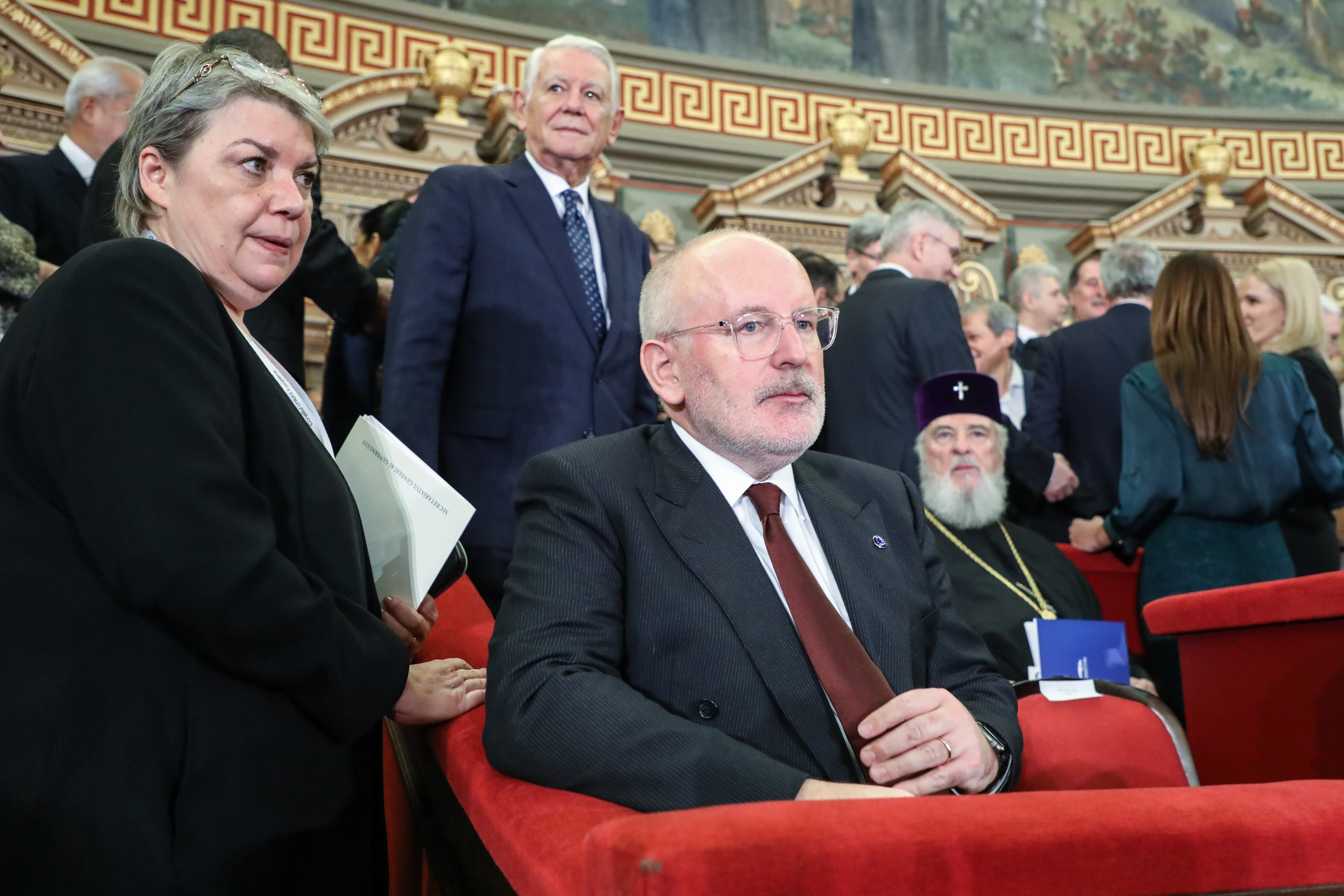
Timmermans während der Eröffnungsfeier am Beginn der Rumänischen Ratspräsidentschaft ab 1. Januar 2019

Am 10. September 2014 wurde bekannt, dass Timmermans den Posten als einer der sieben Stellvertreter des EU-Kommissionspräsidenten Jean-Claude Juncker in der neuen EU-Kommission bekleiden wird. In der Kommission Juncker ist er als Erster Vizepräsident der EU-Kommission direkter Stellvertreter Junckers. Außerdem wurde er EU-Kommissar für Bessere Rechtssetzung, interinstitutionelle Beziehungen, Rechtsstaatlichkeit und Grundrechtecharta.
Im Dezember 2014 kündigte Timmermans an, die EU-Kommission wolle sich in Zukunft auf die wesentlichsten Aufgaben konzentrieren; um dies konkret zu verwirklichen, stellte die EU-Kommission 83 Gesetzesinitiativen ein. Die oft kritisierte EU-Öko-Design-Richtlinie wird eingefroren, da viele Verordnungen im Rahmen der Richtlinie als zu bürokratisch kritisiert wurden und bei der Bevölkerung für Verärgerung sorgten, wie z. B. das Glühlampenverbot oder die Regulierung von Staubsaugern.
In der Kommission Von der Leyen I war er ab 2019 einer der drei geschäftsführenden Vizepräsidenten sowie Kommissar für Klimaschutz und den European Green Deal.
Im August 2023 reichte Timmermanns seinen Rücktritt als Mitglied der Europäischen Kommission ein, um bei der Parlamentswahl in den Niederlanden 2023 als Spitzenkandidat der Parteienallianz GroenLinks–PvdA zu kandidieren. Kommissionspräsidentin Ursula von der Leyen übertrug Vizepräsident Maroš Šefčovič die Rolle des Exekutiv-Vizepräsidenten für den Europäischen Green Deal und interimistisch die Zuständigkeit für Klimapolitik. Als EU-Kommissar folgte ihm Wopke Hoekstra nach.

### SPE-Spitzenkandidat bei der Europawahl 2019

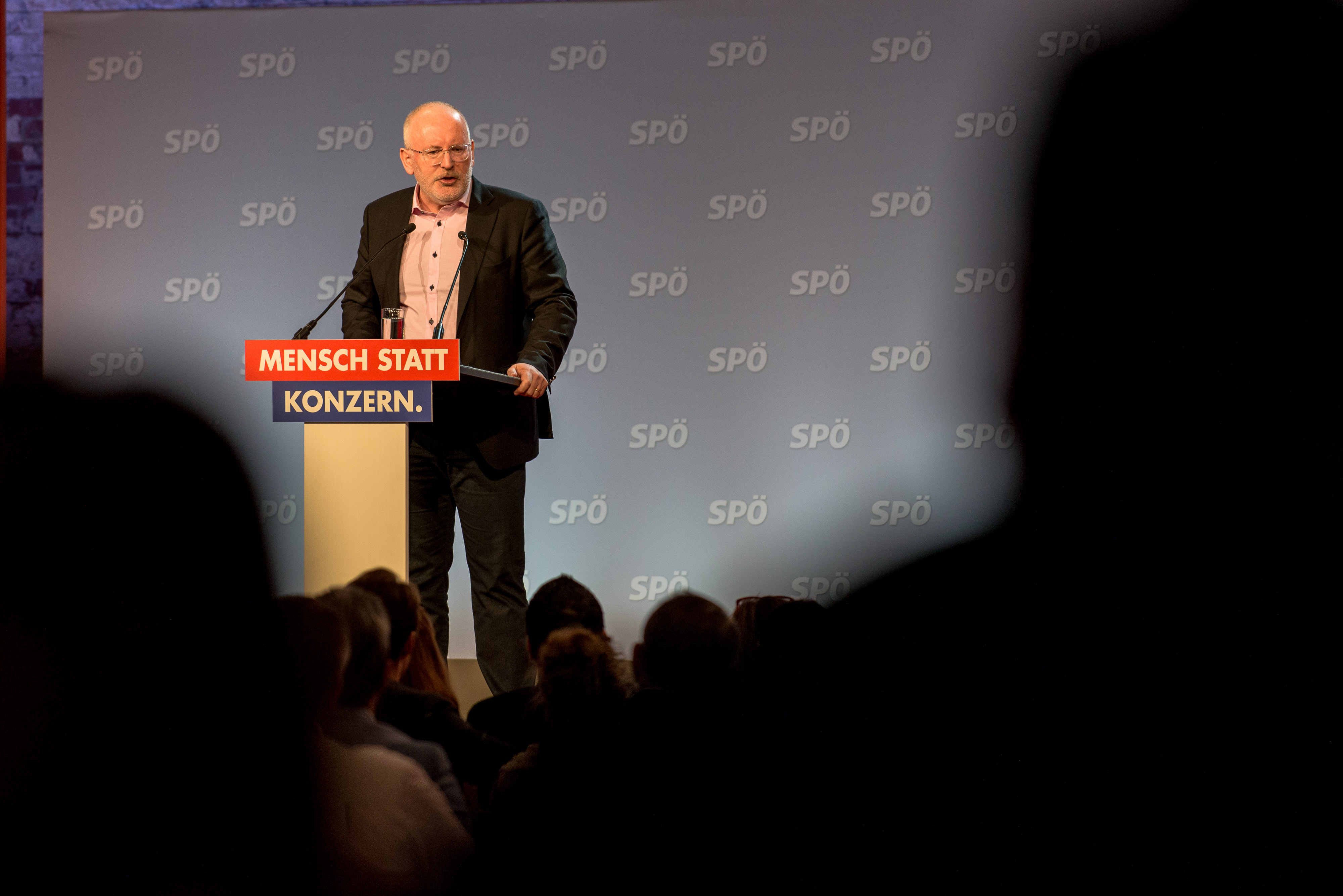
Timmermans auf einer Wahlkampfveranstaltung in Wien (2019)

Im November 2018 einigte sich die Sozialdemokratische Partei Europas (SPE) auf die Kandidatur Timmermans’ für das Amt des EU-Kommissionspräsidenten und auf Timmermans als Spitzenkandidaten für die Europawahl 2019, nachdem der Mitbewerber Maroš Šefčovič seine Kandidatur zurückgezogen hatte. Timmermans verzichtete auf sein Mandat im EU-Parlament, statt seiner zog Lara Wolters in der 9. Wahlperiode ins EU-Parlament ein.

## Persönliches
Timmermans ist zum zweiten Mal verheiratet. Er hat zwei Kinder aus erster Ehe und zwei aus zweiter.
Neben seinen beiden Muttersprachen Niederländisch und Limburgisch spricht Timmermans fließend Deutsch, Englisch, Französisch, Russisch und Italienisch.

## Trivia
Frans Timmermans hat wegen seiner Schlagfertigkeit auch den Spitznamen Fransrapid (nach dem Hochgeschwindigkeitszug Transrapid).

## Auszeichnungen
- Ritter des Ordens von Oranien-Nassau
- Offizier des Verdienstordens der Republik Polen
- Ehrenpalme Bulgariens
- Kommandeur des rumänischen Ordens für Verdienst
- Ritter der Ehrenlegion
- Großkreuz des Ordens vom Kreuz des Südens
- I. Klasse des Ordens des Marienland-Kreuzes
- Großkreuz des Ordens des litauischen Großfürsten Gediminas
- Kommandeur des Nordstern-Ordens
- Großkreuz des chilenischen Verdienstordens

## Schriften
- Glück auf! Het relaas van een Limburgse Europeaan. 1. Auflage. Uitgeverij Bert Bakker, Amsterdam 2010, ISBN 978-90-351-3593-2.